# Existențialism
Existențialismul este o doctrină filozofică și de acțiune. Este caracterizată printr-o accentuare a individualității, propagarea libertății individuale și a subiectivității. Existențialismul își are originea în lucrările lui Kierkegaard, este dezvoltat de contribuțiile lui Husserl și Heidegger, devenind faimos după sfârșitul celui de-al doilea război mondial prin lucrările lui Jean-Paul Sartre și ale autorilor grupați în Franța în jurul revistei "Les Temps Modernes", Simone de Beauvoir, Maurice Merleau-Ponty. Existențialismul cuprinde deopotrivă un sistem ideatic, o morală și o doctrină de acțiune.
Acest curent din gândirea filozofică se leagă și de numele unor scriitori care au exprimat, în operele lor, un „sentiment tragic al vieții” și ideea absurdității existenței (Dostoievski, Miguel de Unamuno, Kafka, Camus s.a.). Literatura existențială este o literatură ce exprimă, iar uneori chiar demonstrează în opere de ficțiune, idei ale filozofiei existențiale.

## 12 teme principale ale gândirii existențialiste
(după E. Mounier, Introduction aux existentialismes, éd. Gallimard, 1962. 
- Contingența ființei umane Ființa umană nu este o ființă necesară; fiecare dintre noi ar putea la fel de bine să nu fie. Omul există, pur și simplu, este o ființă de prisos.
- Neputința rațiunii. Rațiunea nu îi este de ajuns omului pentru a-și lumina destinul.
- Devenirea ființei umane. Existențialismul nu este o filozofie a chietudinii; el îl invită pe om să-și construiască viața prin efort, printr-o transcendere de fiecare clipă a stării sale prezente.
- Fragilitatea ființei umane. Sunt mereu expus propriului meu sfârșit, distrugerii mele ca ființă umană, deoarece eu nu exist ca atare decât prin efortul meu. De aici sentimentul de angoasă care ne însoțește existența.
- Alienarea. Omul în perspectiva sfârșitului este înstrăinat de el însuși, nu mai are nici stăpânirea, nici posesiunea sinelui.
- Finitudinea și urgența morții. Filozofii existențialiști reacționează hotărât împotriva tendinței noastre de a ne ascunde acest adevăr fundamental, că existența noastră e finită și se îndreaptă către moarte.
- Singurătatea și secretul. Fiecare ființă umană se simte solitară, impenetrabilă celorlalți.
- Neantul. Existențialiștii atei subliniază ideea că omul este o ființă-a-neantului, el survine din neant și se îndreaptă către el.
- Devenirea personală. Omul nu trebuie să-și trăiască viața de pe o zi pe alta, în inconștiență față de destinul propriu, ci trebuie să acceadă la o viață cu adevărat personală și conștientă.
- Angajarea. Omul înseamnă libertate; pentru a-și construi viața, el trebuie să opteze, să aleagă în permanență, să se angajeze în raport cu destinul său și cu al celorlalți. Alegerea fiind o necesitate (faptul de a nu alege constituie, de asemenea, o alegere), este preferabilă alegerea conștientă, angajarea într-un destin personal alături de ceilalți.
- Celălalt. Omul constată că în realitate nu este singur: el este o ființă alături de cei cu care e nevoit să existe; ființa umană este ființa-împreună (Mitsein, cf. Heidegger).
- Viața expusă. Omul trebuie să acționeze, să îndrăznească, să-și pună în joc viața - sub permanenta privire și judecata inevitabilă a celorlalți.

## Introducere
În Franța, Kierkegaard nu a avut la început influența unui revoluționar al gândirii. El apăruse mai mult ca un fel de continuator romantic al lui Maine de Biran. Husserl și Heidegger erau puțin cunoscuți chiar publicului specializat. Jean-Paul Sartre a asigurat cel dintâi fenomenologiei o largă audiență, la început prin romanul La Nausée ("Greața", 1938), apoi prin lucrarea monumentală L'Être et le Néant ("Ființa și neantul", 1943). Această carte masivă nu este ușor comprehensibilă, dar cititorii care nu s-au lăsat descurajați vorbesc despre această încercare de ontologie fenomenologică cu entuziasmul pe care altă generație îl manifestase față de "Les Nourritures terrestres" a lui André Gide. Dacă Sartre nu este descoperitorul fenomenologiei, el o reînnoiește și o îmbogățește trasându-i liniile distinctive, cu precădere datorită metodei pentru a atinge rădăcina ontologică a fenomenelor psihologice. S-a afirmat că Marcel Proust, dacă ar fi trăit, n-ar mai fi putut să scrie după Sartre așa cum a scris după Bergson, iar observația nu privește doar influența asupra epocii ci și contribuția conceptuală și de viziune generală pe care gândirea lui Sartre a lăsat-o.

## Fenomenologia existențială

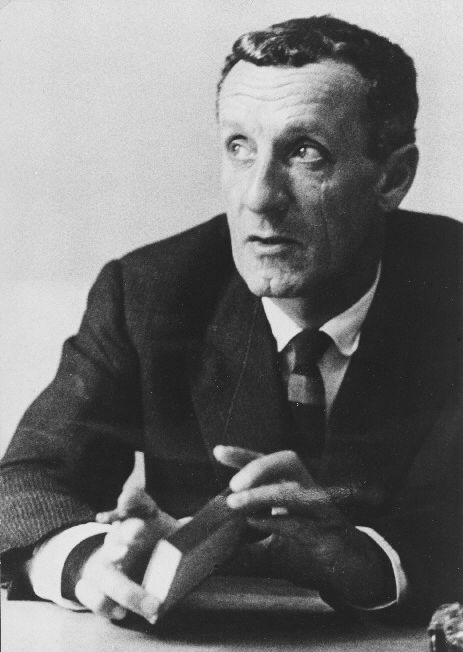
Maurice Merleau-Ponty

Fenomenologia a dat noțiunilor de intenție, de lipsă, de dorință o importanță preponderentă. Revizuind "cogito"-ul cartezian, Husserl afirmă că a spune "gândesc" nu are nici un sens. Ar trebui spus "gândesc aceasta", pentru că principala caracteristică a conștiinței este de a se răsfrânge asupra altui lucru decât asupra ei înseși, de a avea un conținut: ea este astfel "intențională", este conștiința a ceva. Această teză a fost reluată de Merleau-Ponty în Phénoménologie de la perception ("Fenomenologia percepției", 1945). 

### Ontologia existențială
În filozofia sa, Sartre reconsideră noțiunea tradițională de ființă, preluând distincția fundamentală hegeliană între în-sine și pentru-sine. Clasic se afirma: există ceea ce este!, nu se găsea în în-sine nici cel mai mic germen de dualitate, aceasta fiind ființa tuturor fenomenelor, adică a tuturor aparițiilor care au loc în lumea interioară și exterioară, și unele și altele perfect obiective. Dar dacă eu mă absorb într-o credință, pot eu spune că această credință a mea se identifică cu conștiința mea? Nu, deoarece conștiința mea nu este credința mea, ea este conștiința credinței. Se regăsește aici principiul intenționalității conștiinței postulat de Edmund Husserl. Ființa conștiinței nu este deci în sine ci pentru-sine. Conștiința nu există decât în măsura în care ea nu coincide cu ea însăși. Astfel realitatea umană este o lipsă (un manque), ea este totdeauna în urmărirea unui ideal care îi este ontologic interzis. Ea aspiră către o sinteză imposibilă: în-sine-pentru-sine, sau conștiința devenită substanță, substanța devenită cauza sa proprie, o imposibilitate; în alți termeni, omul-dumnezeu. Astfel, se poate spune că ceea ce redă proiectul relei-credințe în realitatea umană este ideea coincidenței om-dumnezeu.
Astfel, plecat de la principiul "intenționalității" lui Husserl, constatând că omul este o lipsă, Sartre a trebuit să ajungă la concluzia că această carență e aceea a infinitului: "Omul este o pasiune inutilă". Între aspirație și dumnezeire este vidul absolut, "neantul". De aceea, soluția este ca omul să se construiască pe sine în fiece clipă.
Libertatea umană este o evidență: acțiunea este prin esență intențională. Libertatea este neantizarea în-sinelui. Suntem liberi în fiece clipă, deoarece avem în orice moment posibilitatea alegerii. Când nu alegem, înseamnă deopotrivă că am ales să nu alegem. (Chiar și cel care este chemat la război are întotdeauna de ales între a merge să ucidă, a dezerta sau a se sinucide. Este la fel în orice altă situație umană: avem întotdeauna în fața noastră cel puțin două opțiuni alternative, de unde evidența că suntem perfect responsabili - nu putem învinui pe nimeni - de fiecare situație în care suntem, și că tot ce se întâmplă, se întâmplă nu din exterior, nici din vreo obscură "voință" a destinului sau a celorlalți - acesta este punctul de vedere al relei-credințe -, ci totdeauna cu consimțământul și responsabilitatea noastră.) Libertatea nu admite nici o determinare anterioară. Trecutul nu poate servi drept motivație a unui act: actul liber este gratuit. Omul e un ansamblu de proiecte, el face (acționează) și se face (se construiește pe sine), el nefiind altceva decât ceea ce face din el. Omul nu este o potențialitate, o sumă de rezerve ("cu mai mult noroc, aș fi putut ajunge..."), ci exact ceea ce este.
Celălalt: nu sunt doar realitate umană privilegiată de singularitatea sa ireductibilă (Dasein), ci și o ființă alături de ceilalți, o ființă-împreună (Mitsein, cf. Heidegger). A trăi conștient de o lume bântuită de aproapele meu înseamnă a mă angaja într-un univers ale cărui complexe-ustensile pot avea o semnificație pe care proiectul meu liber nu a prevăzut-o. Moartea mea este evenimentul vieții mele umane. Moartea are un caracter absurd; ea nu conferă un sens al vieții: sensul nu poate veni decât din subiectivitatea însăși, (Jean-Paul Sartre, Ființa și neantul), însă fiecare acțiune și fiecare proiect al vieții mele îi afectează deopotrivă pe toți ceilalți.
După Heidegger, Sartre reia pe seama sa postulatul lui Husserl, după care "fenomen este tot ceea ce - într-un fel oarecare - se manifestă". Pentru a fi manifest, un fenomen nu trebuie neapărat să fie "public": stările mele de conștiință se manifestă doar mie însumi, ele sunt - chiar prin excelență - materie cu descriere fenomenologică. Fenomenul nu este expresia deformată a unui lucru ascuns, nu mai este "fenomenul" kantian opus "numenului" său. În ontologia existențială a lui Sartre, ființa unui obiect existent nu mai este decât ceea ce apare. Nu mai există "ființă" la modul absolut (precum esența la Kant), ci două modalități de ființă, ireductibile una la alta: ființa-în-sine, sau ființa apariției, și ființa-pentru-sine, sau ființa conștiinței în care s-a produs această apariție.

### "Existența precede Esența"
În termeni filozofici, orice obiect are o esență (ansamblul constant al proprietăților lui) și o existență (o anumită prezență efectivă în lume). La un anumit gen de obiecte esența precede existența, de ex. o casă sau un scaun. Asemenea obiecte le putem proiecta în minte după ansamblul proprietăților știute și apoi, construite sau fabricate, se realizează prezența lor în lume, existența lor. După principiul conform căruia un obiect nu există decât corespunzător esenței sale, s-a încercat să se extrapoleze acest principiu asupra omului (ca reminiscență religioasă: omul a fost creat conform unei anumite reprezentări). În tradiția filosofilor sec. XVII și XVIII, s-a vorbit despre așa zisă "natură umană", esență comună tuturor oamenilor. Existențialismul dimpotrivă afirmă că la om - și numai la om - existența precede esența. Aceasta înseamnă că omul mai întâi este și doar după aceea este într-un fel sau altul. Într-un cuvânt, omul își creează propria esență (nu poate face altfel), aruncându-se în lume, suferind acolo, luptând ca să se definească puțin câte puțin, și definiția rămâne totdeauna deschisă: nu se poate spune ce este acest om înainte de moartea sa, nici ce este umanitatea înaine ca ea să fi dispărut. Existențialismul refuză să dea omului o natură fixată pentru totdeauna.

## Angoasă și Acțiune
Angoasa (die Angst - anxietate, teamă nedeterminată) ocupă un loc dominant în filozofia lui Heidegger, căci prin ea se descoperă neantul care caracterizează ființa umană în fondul său. Omul este abandonat lumii fără un sens al existenței sale acolo, este suspendat în spaima contingenței absurde a destinului său. În existențialismul lui Sartre, omul este considerat într-o permanentă activitate de definire de sine. Omul nu poate decât să acționeze, gândurile lui sunt proiecte și angajări, sentimentele lui sunt întreprinderi în sensul în care viața este unitatea conduitei sale. Atunci de unde provine angoasa (l'angoisse)? Dacă omul nu este ci se face și făcându-se își asumă responsabilitatea întregei specii, dacă nu există nici valoare, nici morală care să fie date a priori, dacă în fiecare caz noi trebuie să decidem singuri, fără punct de sprijin, fără ghid și totuși pentru toți, "condamnați de a fi liberi" (Sartre), cum am putea să nu resimțim spaima unui asemenea destin? La aceasta se adaugă conștiința tragică a faptului că noi nu supraviețuim decât prin propriul nostru efort (fie și numai acela de a respira, sau de a ne câștiga existența). Fiecare din actele noastre pune în joc sensul lumii și locul omului în univers; prin fiecare din acțiunile noastre, chiar când nu o vrem, noi constituim o scară de valori, cu responsabilitățile lor. Ponge afirmă că omul este viitorul omului. Acest viitor nu este însă dat, hotărât. Fiecare din gesturile noastre contribuie la desenarea acestui viitor. Angoasa însă, departe de a fi un obstacol în calea acțiunii, îi este chiar condiția de existență. Ea devine una cu sensul acestei redutabile responsabilități a oricăruia în fața tuturor.
În privința disperării, este adevărat că omul are dreptul să spere; dar speranța este de fapt cea mai mare piedică în calea acțiunii. Sperând, nu avem altceva de făcut decât să așteptăm cu brațele încrucișate. Omul nu poate voi decât dacă a înțeles că nu poate conta pe nimeni altul în afara lui însuși, că este singur pe pământ în mijlocul responsabilităților sale infinite, fără ajutor, nici salvare posibilă, fără alt scop decât acela pe care și-l va da el însuși, fără alt destin decât acela care și-l va crea singur. Această cunoștință intuitivă a situației sale este ceea ce numesc existențialiștii disperare: conștiința seacă și lucidă a condiției umane. Tot astfel cum angoasa nu se distinge de sensul responsabilității, disperarea devine una cu voința de acțiune. Cu disperarea începe adevăratul optimism, acela al omului care nu așteaptă nimic, care știe că nu are niciun drept și nimic nu-i este îndatorat, și care se bucură astfel de a conta numai pe el însuși, acționând în același timp pentru toată umanitatea. În viața socială și politică, existențialismul este o doctrină a libertății, a reflecției radicale și a acțiunii.

## Programul literar
Programul literar a fost expus (vezi Jean-Paul Sartre, Les Temps modernes, Prezentare, editorial) în manifestul revistei "Les Temps Modernes" apărută în 1945, creată de un grup de scriitori în jurul lui Jean-Paul Sartre, Simone de Beauvoir și Maurice Merleau-Ponty. Corespunzând filozofiei existențialiste, ideea fundamentală este aceea a responsabilității scriitorului față de societatea căreia îi aparține. Scopul îndepărtat ar fi eliberarea scriitorului de complexul inutilității artei sale și, indirect, eliberarea omenirii de disperarea în fața destinului său. Se preconizează un om total, "total angajat și total liber", pentru ca în orice circumstanță el să poată alege viața, angajarea, responsabilitatea.

## Trăsături "existențialiste" în filozofia românească
- Petru P. Ionescu

Pornind de la Heidegger și de la Kierkegaard, face "filozofie existențială", interesându-se de "esența" trăirii imediate, determinând destinul omului și relevând frica originară (Angst), tragica "goliciune" a individului (în Ontologia umană și cunoașterea).
- Mircea Eliade

Este interesat mai mult de "trăire", de asimilare și creștere. Trăirea, în înțelesul înalt al cuvântului, este o funcție a personalității, fugind de scheme și de orice dependență a unui moment atins. Unul din sensurile "existenței" este de "a o epuiza conștient și glorios, de a o împlini continuu..." (în Soliloquii)
- D.D. Roșca

În "Existența tragică" face procesul cunoașterii științifice și metafizice, ajunge la un agnosticism total și la pesimism.
- Emil Cioran

Gânditorul alege eseul și aforismul ca forme privilegiate de exprimare a ideilor sale. Condamnați la o singularitate contingentă, "singuri pe lume", cu sufletul tânjind intuitiv după absolut, luciditatea noastră ne livrează pe "culmile disperării". Soluția nu este investigația ("mă miră faptul că unii se mai preocupă de teoria cunoașterii"), ci trăirea intensă și lucidă. "Trăirismul" - variantă românească a unui existențialism de nuanță creștină și mistică - îl recunoaște în perioada interbelică drept unul din cei mai notabili reprezentanți ai săi. Ieșirea din condiția tragică a omului ar fi cu putință prin două atitudini fundamentale: "cea naivă și cea eroică" (în Pe culmile disperării, 1934). Stabilit din 1937 în Franța, abandonează "trăirismul" cu nuanțe radical mistice, abhorând angajarea în secol și orice acțiune ca pe o nefericire; importantă rămâne doar contemplația lucidă. Reușita, ca și eșecul, reprezintă forme moderne de manifestare a Neantului. Viața nu are nici o valoare, este numai o soluție de necesitate pentru cei ce nu găsesc altă ieșire din impasul trăirii (De l'incovenient d'être né, 1973). Contemplarea, luciditatea, detașarea și o stare permanentă de hiper-conștiință ar putea atenua într-o viață, pentru om, dramatismul provocat de conștiința neantului său și al lumii (vezi art. Emil Cioran).